# Crkva sv. Ante Opata u Pražnicama
Crkva sv. Ante Opata je rimokatolička crkva u Pražnicama, na otoku Braču.

## Opis
Župna crkva sv. Ante Opata podignuta je na mjestu gotičke crkvice u drugoj pol. 18. stoljeća te ponovno proširena 1885. godine. Trobrodna je građevina zidana kamenim klesancima s četvrtastom apsidom. Unutrašnjost je podijeljena na tri broda s klesanim kamenim pilonima i presvođena bačvastim svodom s jedrima, a pojasni lukovi leže na konzolama. Na glavnom oltaru je barokni kameni reljef s prikazom Bogorodice s Djetetom i svecima, rad domaćih majstora. Na pobočnom oltaru je lik sv. Jerolima u špilji, rad pod utjecajem Alešijeve radionice. Sa sjeveroistočne strane crkve je kameni zvonik sa završnom ložom, osmerokutnom lanternom i lukovicom.

## Zaštita
Pod oznakom Z-4778 zavedena je kao nepokretno kulturno dobro - pojedinačno, pravna statusa zaštićena kulturnog dobra.